# Mario Tronti
Mario Tronti   (Roma, 24 de juliol de 1931 - Ferentillo, 7 d'agost de 2023) fou un filòsof, acadèmic i polític italià, considerat un dels principals fundadors i teòrics del marxisme operaista dels anys 1960. Fou professor durant trenta anys a la Universitat de Siena, fins al 2001.

## Biografia
Militant del Partit Comunista Italià (PCI) durant els anys 1950, va ser, amb Raniero Panzieri, un dels fundadors de la revista Quaderni Rossi, de la qual es va separar el 1963 per a fundar la revista Classe operaia, de la qual fou director. Aquest camí el va portar a allunyar-se del PCI, tot i que mai no el va deixar formalment, i a animar l'experiència radical de l'operaisme. Aquesta experiència, que pot considerar-se la matriu de la Nova esquerra dels anys 1960, es va caracteritzar pel fet de desafiar les organitzacions tradicionals del moviment obrer (partit i sindicat), i de connectar directament i sense intermediació amb la pròpia classe obrera en les lluites a les fàbriques.
Influenciat filosòficament per l'obra de Galvano Della Volpe, que l'havia portat a allunyar-se del pensament d'Antonio Gramsci, o almenys de la versió oficial impulsada pel PCI de Palmiro Togliatti, Tronti es va dedicar com a estudiós a la formulació d'un pensament polític que, fusionant la teoria amb la pràctica, renovés el marxisme tradicional i ajudés a reobrir el camí revolucionari a Occident. Davant de l'erupció de la massa obrera en l'escena de les societats occidentals, l'operaisme de Tronti va ser capaç de proposar una anàlisi moderna de les relacions de classe i, sobretot, de subratllar el factor subjectiu, reivindicant la centralitat política de la classe obrera. Les seves idees, hereves també de la visió d'Ernst Jünger a El treballador (1932), van trobar un lloc el 1966, amb la publicació d'Operai e capitale, un llibre amb un fort impacte social (es va incloure entre les 2.250 obres del Dizionario delle opere della Letteratura Italiana Einaudi), que tingué una influència significativa en la revolta juvenil i en l'onada de mobilitzacions que va començar els anys següents.
Va ser precisament la derrota de l'espontaneisme de la classe treballadora i de l'onada de mobilitzacions, anticipada per Tronti i no per altres operaistes com Toni Negri (d'aquí la ruptura entre ells que es va produir entre 1967 i 1968), el fet que el va portar a canviar la seva reflexió sobre el «problema d'allò polític», és a dir, de direcció i mediació política. La teoria trontiana de l'«autonomia d'allò polític» va començar aquí com a recerca d'una teoria política realista que, en una barreja original de Karl Marx i Carl Schmitt, pogués superar els límits de la subjectivitat social. Va ser una fase més intel·lectual que política del pensament de Tronti, el qual es va dedicar principalment a la docència de la Filosofia moral i política a la Universitat de Siena i a la divulgació, fundant el 1981 la influent revista Laboratorio politico. Acostant-se al PCI d'Enrico Berlinguer, durant aquest període, Tronti fou finalment rehabilitat per la direcció del partit, integrant-se en diverses ocasions al comitè central. A les eleccions legislatives italianes de 1992, va ser elegit pel Senat d'Itàlia (XI legislatura) en les llistes del Partito Democratico della Sinistra i va ser membre de la comissió parlamentària per a les reformes institucionals del 1992 al 1994. En els anys següents, en no compartir les transformacions postcomunistes del partit i després de deixar la docència universitària, la seva reflexió filosòfica va agafar un to pessimista, centrada en la fi de la política moderna i la crítica a la democràcia. El 2004 va ser elegit president de la Fundació Centro per la Riforma dello Stato - Archivo Pietro Ingrao.
A les eleccions legislatives italianes de 2013, fou triat de nou al Senat (XVII legislatura) en les llistes del Partit Democràtic (PD) per la Lombardia. El 14 de gener de 2016 figurava entre els 31 parlamentaris, sobretot catòlics, del PD que signaren una esmena contra l'article 5 del projecte de llei Cirinnà sobre l'adopció en casos particulars.

## Obra publicada
- Operai e capitale, Einaudi, Torino, 1966; seconda edizione accresciuta 1971; ristampa DeriveApprodi, Roma, 2006
- Hegel politico, Istituto dell'Enciclopedia italiana, Roma, 1975
- Sull'autonomia del politico, Feltrinelli, Milano, 1977[8]
- Soggetti, crisi, potere (a cura di A. Piazzi e A. De Martinis), Cappelli, Bologna, 1980
- Il tempo della politica, Editori Riuniti, Roma, 1980
- Con le spalle al futuro. Per un altro dizionario politico, Editori Riuniti, Roma, 1992
- Berlinguer. Il Principe disarmato, Edizioni Sisifo, Roma, 1994
- La politica al tramonto, Einaudi, Torino, 1998
- Cenni di Castella, Edizioni Cadmo, Fiesole (FI), 2001
- Teologia e politica al crocevia della storia (con Massimo Cacciari), AlboVersorio, Milano, 2007
- Passaggio Obama. L'America, l'Europa, la Sinistra, Ediesse, 2008
- La democrazia dei cittadini. Dai cittadini per l'Ulivo al Partito Democratico, Ediesse, 2009
- Non si può accettare, Ediesse, 2009
- Noi operaisti, DeriveApprodi, 2009
- Dall'estremo possibile, Ediesse, 2011
- Per la critica del presente, Ediesse, 2013
- Dello spirito libero. Frammenti di vita e di pensiero, Il Saggiatore, 2015
- Il nano e il manichino. La teologia come lingua della politica, Castelvecchi, 2015
- Il demone della politica. Antologia di scritti (1958-2015), Il Mulino, 2018
- Il Popolo Perduto: Per una critica della siniestra, Nutrimenti, 2019[9]

### Contribucions
- Tra materialismo dialettico e filosofia della prassi. Gramsci e Labriola, in A. Caracciolo e G. Scalia (a cura di), La città futura. Saggi sulla figura e il pensiero di Antonio Gramsci, Feltrinelli, Milano, 1959
- Scritti inediti di economia politica di Marx, Editori Riuniti, 1963
- Hobbes e Cromwell in Stato e rivoluzione in Inghilterra, Il Saggiatore, Milano, 1977
- Operaismo e centralità operaia, Editori Riuniti, Roma, 1978 (amb G. Napolitano, A. Accornero i M. Cacciari)
- Il politico. Antologia di testi del pensiero politico. 1: Da Machiavelli a Cromwell, Feltrinelli, Milano, 1979
- Il politico. Antologia di testi del pensiero politico. 2: Da Hobbes a Smith, Feltrinelli, Milano, 1981
- Il destino dei partiti, Ediesse, 1997, (amb Giuseppe Cotturri, F. Izzo)
- Rileggendo "La libertà comunista", in G. Liguori (a cura di), Galvano Della Volpe. Un altro marxismo, Edizioni Fahrenheit 451, Roma, 2000
- Classe operaia. Le identità: storia e prospettiva, Angeli, Milano, 2001
- Per la critica della democrazia politica, in M. Tari (a cura di), Guerra e democrazia, ManifestoLibri, Roma, 2005
- Politica e destino, Sossella editore, Roma, 2006
- Finis Europae. Una catastrofe teologico-politica, Bibliopolis, Napoli 2008